# Patrice Vial
Pour les articles homonymes, voir Vial.
Patrice Vial, né le 2 août 1948 à Lyon et mort le 3 avril 2015, est un haut fonctionnaire et financier français. Il est PDG de Morgan Stanley en France, de 1996 à 2001.

## Biographie

### Naissance et famille
Patrice Vial naît le 2 août 1948 à Lyon. Il est le fils de Denis Vial, directeur de sociétés, et de Geneviève Madinier.
Il est marié avec Isabelle Ginot, avec qui il a 3 enfants: Géraldine, Maximilien, Barthélémy[réf. nécessaire].

### Études
Il obtient une Maîtrise de sciences économiques à l'université Paris X Nanterre en 1970.
Il est également diplômé d'HEC Paris en 1970, de l'École nationale des langues orientales vivantes, de l'université Stanford en 1975 (Ph. D. Candidate in Finance Graduate Business School) et de l'ENA en 1977.

### Parcours
Il commence comme Professeur-assistant au département finance du Centre d'enseignement supérieur des affaires du groupe HEC de 1970 à 1973. À la suite de sa sortie de l'ENA, il devient inspecteur des finances et exerce des missions d'audit diverses à l'inspection générale des finances de 1977 à 1981.
À l'arrivée au pouvoir de François Mitterrand, il est nommé, en juin 1981, à la Direction des relations économiques extérieures du ministère des finances (DREE), il devient, en mars 1986, conseiller technique auprès d'Édouard Balladur, ministre de l'Économie et des Finances.
De 1987 jusqu'en février 1992, il est le directeur du Service de la prévision du ministère de l'Économie et des Finances, poste stratégique en ces moments de crise et d'incertitude.
Patrice Vial est nommé directeur général de la banque Pallas-Stern en août 1992. Il est en outre président de Locafinancière. 
En septembre 1993 il succède à Christian Noyer en tant que directeur de cabinet d’Edmond Alphandéry au ministère de l’Économie et des Finances, poste qu'il occupe jusqu'en mai 1995.
Il quitte le public, entre 1996 et 2001, il occupe les fonctions de membre du comité exécutif et d’associé gérant de Morgan Stanley Group Inc. et de président-directeur général de Morgan Stanley SA (Morgan Stanley France), avec comme tâche l'accompagnement des entreprises françaises en Europe. En 2001 il est associé-gérant la SARL Innovial. En octobre 2005, il est nommé Senior Advisor chez Hawkpoint à Paris. À partir de 2006, il est Office Manager à Paris chez Hawkpoint Partners Limited.
Patrice Vial co-enseigne avec Philippe Weil, le cours de Fondements politiques économiques et mondialisation à l’Institut d’études politiques de Paris.

### Distinctions
Il est décoré de l'ordre national du Mérite en 1991 et devient chevalier de la Légion d'honneur en 2007.

### Mort
Il meurt le 3 avril 2015 à l'âge de 67 ans des suites d'une maladie.